# Diego de Cañas y Portocarrero
Diego de Cañas y Portocarrero, duc del Parque, né en 1755 et mort le 12 mars 1824, est un aristocrate et général espagnol.
Pendant la guerre d'Espagne, il commande l'une des armées fidèle à la Junte centrale, après avoir été capitaine des gardes du roi Joseph. Au début de l'automne 1809, il s'avance vers Salamanque. Il bat le 6e corps commandé provisoirement par le général Marchand à la bataille de Tamames puis descend le col de Banos pour rejoindre l'armée du duc d'Albuquerque sur le Tage. Son armée est rattrapée par le 6e corps sous les ordres du général Kellermann à Alba de Tormes et écrasée par la cavalerie française dans la bataille qui s'ensuit.